# Halvor Olai Birkeland
Halvor Olai Birkeland (født 30. oktober 1894 i Austevoll, død 26. juni 1971 i Bergen) var en norsk sejler, som deltog i OL 1920 i Antwerpen.
Ved OL 1920 deltog Birkeland i 12-meter klassen (1907 regel) i båden Atlanta, og da denne båd var eneste deltager, var guldmedaljen sikker, da båden gennemførte de tre sejladser. Henrik Østervold, Jan Østervold, Ole Østervold, Kristian Østervold, Lauritz Christiansen, Halvor Møgster, Rasmus Birkeland (hans bror) og Hans Stoermann-Næss udgjorde bådens øvrige besætning.